# Euphaedra intermedia
Euphaedra intermedia är en fjärilsart som beskrevs av Hans Rebel 1914. Euphaedra intermedia ingår i släktet Euphaedra och familjen praktfjärilar. Inga underarter finns listade i Catalogue of Life.